# Oscar Pereira da Silva
Oscar Pereira da Silva (São Fidélis, 29 de agosto de 1867 - São Paulo, 17 de enero de 1939) fue un pintor, dibujante, decorador y profesor brasileño de fines del siglo XIX y principios del siglo XX.
La mayor parte de su producción artística son paisajes y retratos, paneles decorativos en importantes espacios públicos de la ciudad de São Paulo (como el Teatro Municipal), pinturas históricas para el Museo Paulista e imágenes sacras para diversas iglesias de la ciudad.
Fue padre de la también pintora Helena Pereira da Silva Ohashi.